# Kalkschutthalden

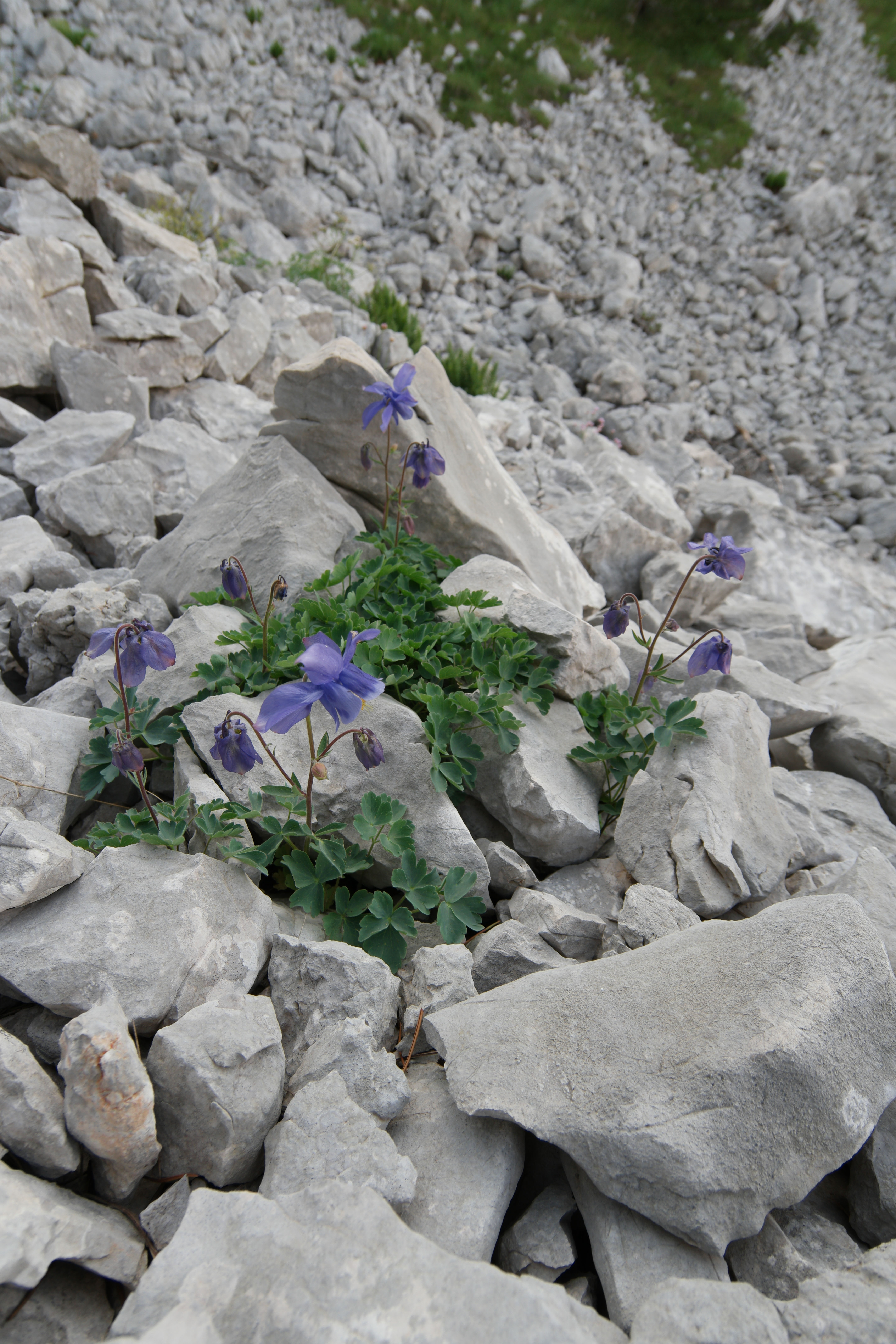
Kalkschutthalden mit Dinarischer Akelei. Orjen-Gebirge, subadriatische Dinariden

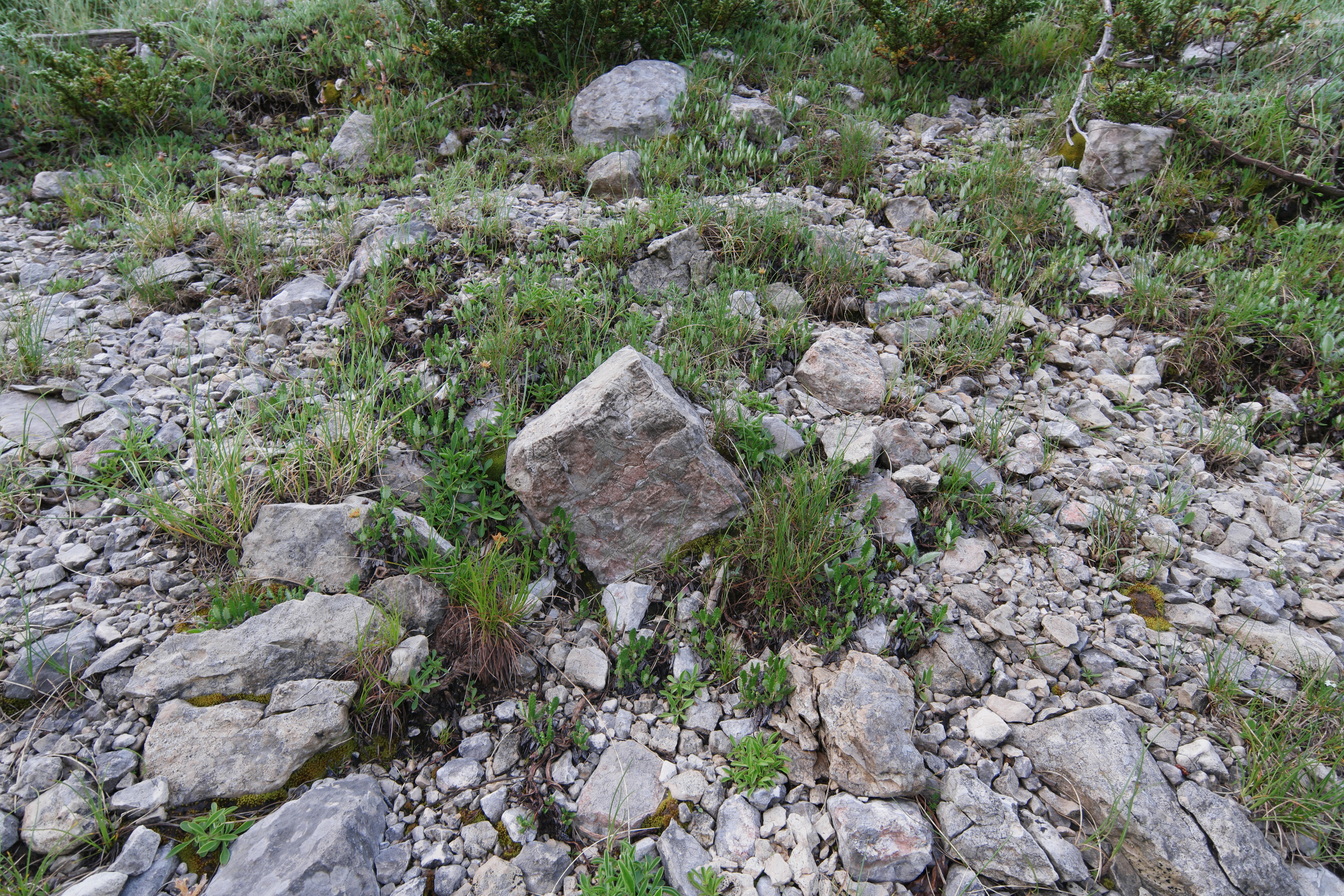
Periglaziale Frostmusterböden auf Kalk. Durch Frostverwitterung entstehen periglaziale Lagen. Hierauf siedeln Pionierpflanzen wie die Weiße Silberwurz (Dryas octopetala). Daneben Scabiosa silenifolia, Carex kitaibelliana und Salix retusa

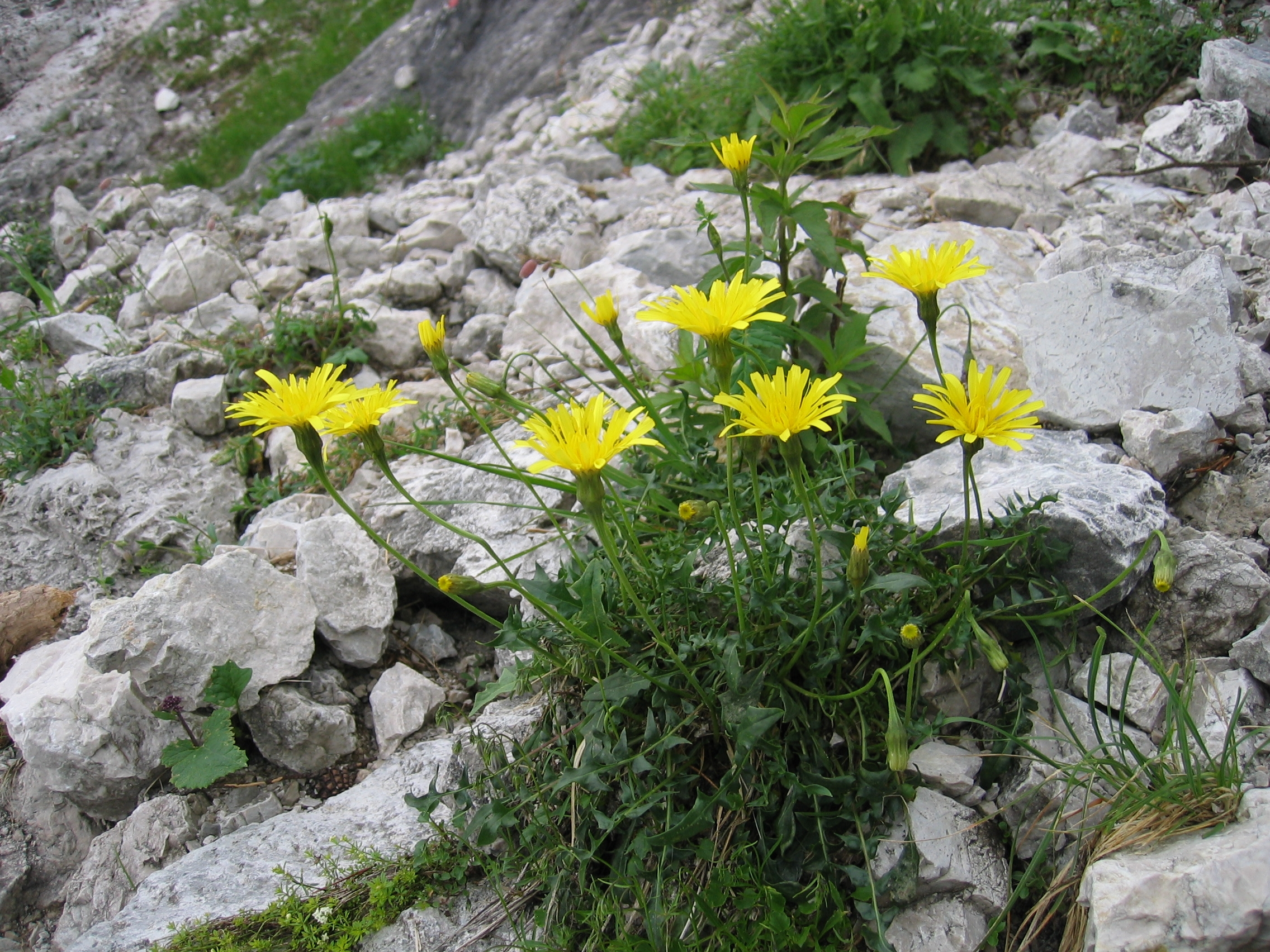
Rauher Löwenzah (subsp. hyoseroides) auf feinerdereicher Kalkschutthalde

Kalkschutthalden sind eine Landschafts- und Substratform in Gebieten die aus Karbonatgesteinen aufgebaut werden. Geomorphologisch sind sie eine Ansammlungen von kalkhaltigem Lockergestein, das über Frostverwitterung in situ aus anstehenden Felsgestein entstanden ist, oder durch gravitative Prozesse aus höher liegenden Hangstufen aus Felsabbrüchen als Schuttkörper am Bergfuß akkumuliert wird. Aus den in der Landschaft wirkenden geomorphologischen Prozessen können Kalkschutthalden entweder beruhigt oder stark mobil sein. Verbreitet sind sie vom hügeligen Mittelgebirge bis in die subnivale Stufe der Hochgebirge. In den periglazialen (sub-)arktischen Gebieten treten sie zirkumpolar auch in völlig ebenen Gebiet auf. Hier kommt es durch Gefrier- und Auftauprozesse des Bodens zu Materialsortierung und Frostmusterbodenbildung. In den Alpen können über Kalkschuttböden dagegen Fließerden gebildet sein. In alpinen Höhenzonen bilden beruhigte Kalkschutthalden immer schneebetonte Habitate die in primärer Sukzession Standort der Kalkschneeboden-Gesellschaften sind. Als solche sind sie im BNatSchG  (§ 30) als gesetzlich geschützte Biotope ausgewiesen. Die Faun-Flora-Habititat-Richtlinie im EU-Natura 2000 Netzwerk führt sie im Habitatcode 6170.

## Ökologie
Der Lebensraum Kalkschutthalden ist von dem meist geringen Anteil feiner Sedimente geprägt. Es dominieren dabei sehr unterschiedliche Korngrößenfraktionen die zwischen Blöcken (> 25 cm) und Grobgestein (2–25 cm) und Kies (0,2 – 2 cm) aus Schutt aller möglichen Korngrößenklassen liegen. Aus der primären Porosität und hervorragenden Wasserleitfähigkeit von Kalkschutthalden resultiert ihre hochrangige Signifikanz im Landschaftshaushalt aus dem klimatischen Wasserüberschuss und den daraus abzuleitenden lateralen Wasserbewegungen in den Boden. In den subozeanischen Nördlichen Kalkalpen sind sie Ökotope der wechselfrischen Durchsickerungsregime mit episodischen Austrocknungsphasen (steile Hanglagen) und fließenden Übergängen zum Sickerwasserregimen mit teilweiser Haft- und Staunässe (mäßige Hangneigung, schattige Nordhänge). Nur im Karbodenbereich sind Zuschusswasser- und Grundwasserregime möglich, jedoch besteht auch hier ein Austrocknung im Hochsommer, nachdem die letzten Schneereste verschwunden sind. Anders bildet sich die Situation in den Südalpen oder subtropischen Kalkgebirgen ab. Hier bilden Kalkschutthalden oft sehr trockene Ökotope die hohe Wärmemengen genießen.
Kalkschutthalden sind insbesondere in nemoralen Hochgebirgen wie den Alpen, Pyrenäen, Dinariden oder Kaukasus kalte Standorte. Über das eingeschlossenen Luftvolumen der Kluftzwischenräume ist eine gute Isolierung gegenüber Bodenaufwärmung gewährleistet. Dies auch obwohl sich die offenen Flächen durch Sonneneinstrahlung stark aufwärmen können. Jedoch dringt die Wärme nicht bis in den Boden vor. Mit der Gesteinsabschirmung wird die kurzwellige Sonneneinstrahlung ebenfalls reflektiert wie die Gesteinslagen gegen hohe Wasserverdunstung gut isolieren. Daher finden sich auch Kalkschutthalden oft die Vertreter der Kalkschneetälchen-Flora, in der Kriechweiden Charakterarten sind. Aufgrund dieser besonderen Standorteigenschaften apert Schnee auf Kalkschutthalden relativ spät aus.
Kalkschutthalden können in drei Grundtypen unterteilt werden:
- aktiv mit ständigem Materialzuschuss
- beruhigt ohne Materialzuschuss, jedoch beweglich
- stabilisiert, völlig unbeweglich

## Lebensraum für Tiere und Pflanzen

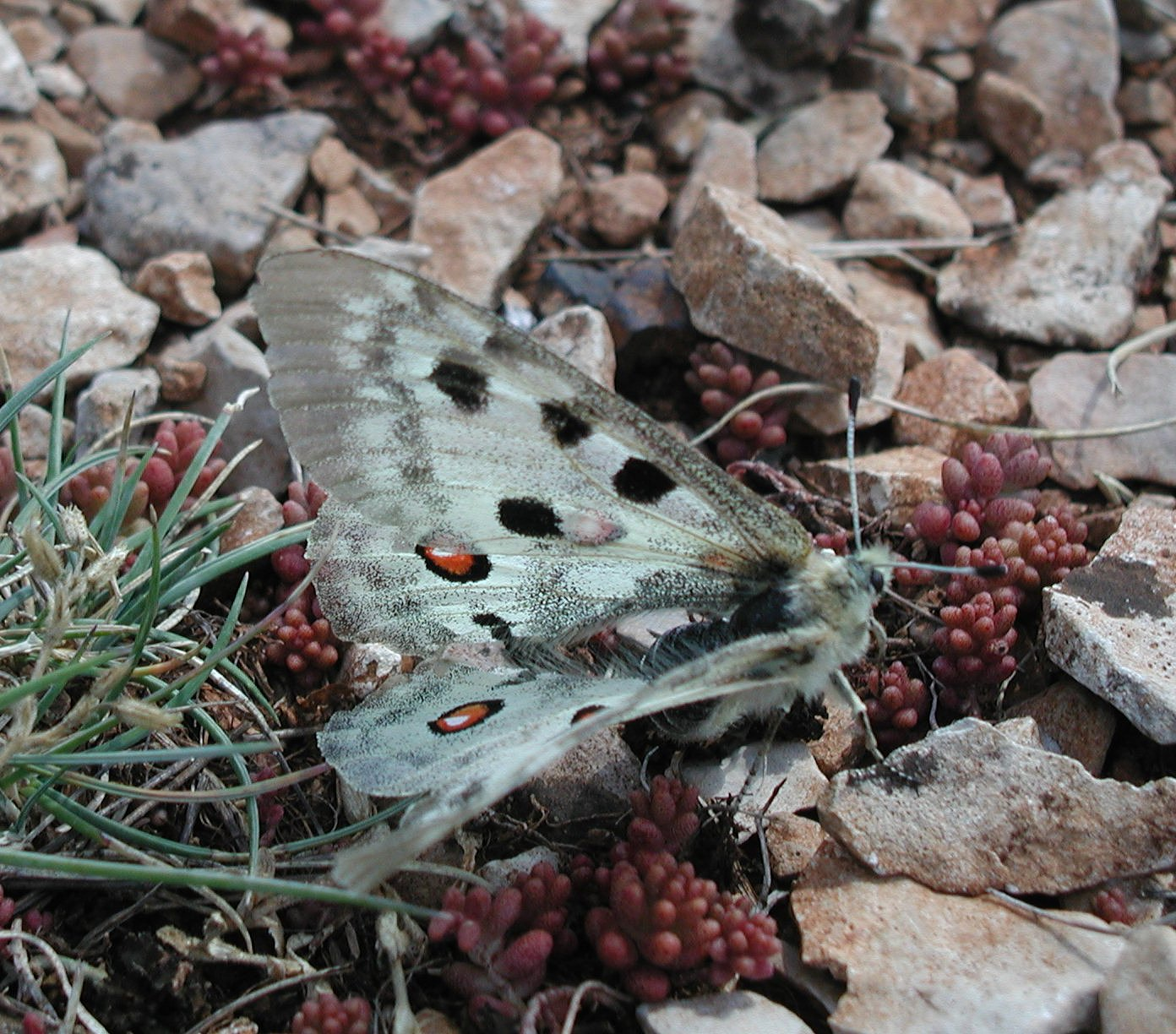
Larvalhabitate des Roten Apollo sind Sedum-reiche Kalkschutthalden

Die Tier- und Pflanzenwelt der Kalkschutthalden unterscheidet sich in den hohen und tiefen Lagen. Typische Pflanzenarten alpiner Kalkschutthalden sind z. B. Wolliges Reitgras (Calamagrostis villosa), Rundblättriges Täschelkraut (Thlaspi rotundifolium), Alpen-Pestwurz (Petasites paradoxus) oder etwas häufiger Kriechendes Gipskraut (Gypsophila repens), Zwerg-Glockenblume (Campanula cochleariifolia), Taubenkropf-Leimkraut (Silene vulgaris) oder Schild-Ampfer (Rumex scutatus). Auf Dolomit siedelt Einseles Akelei. Verbreitet sind daneben verschiedene Arten von Löwenzähnen: Leontodon hispidus subsp. pseudocrispus, Leontodon hispidus subsp. hyoseroides in den Alpen sowie Leontodon crispus ssp. crispus in den Südalpen, Appeninen und Gebirgen Südosteuropas.
Reich an Endemiten sind die Kalkschutthalden der Balkanhalbinsel. Hier insbesondere in den Dinariden sowie im Pindus. So sind in den Dinariden die auffälligen Büschelglocken (insbesondere Edraianthus serpyllifolius) oder die endemischen großblütigen Akeleien (Dinarische Akelei und Kitaibel-Akelei) vorzugsweise in Kalkschutthalden anzutreffen.
Als besondere Kalkschutthalden-Pioniere kommen in den Alpen, Karpaten und Dinariden die Spaliersträucher Weiße Silberwurz (Dryas octopetala) sowie Stumpfblättrige Weide (Salix retusa) vor. Sie können beruhigte Schutthalden befestigen. Stärker bis stark bewegte Schutthalden (so im Vorfeld von Gletschern) besiedelt der Berg-Löwenzahn (Scorzoneroides montanus). Die Berglöwenzahnhalden (Leontodontetum montani) sind besonders artenarme Standorte und finden sich in den Bayerischen Alpen nur sehr unregelmäßig. Insbesondere sind sie jedoch auf dem Zugspitzplatt verbreitet. Hier sind neben der Berglöwenzahnhalden als Gesellschaft des bewegten Schutts, noch die der bewegten Kalkschutthalden der Schneetälchen mit den artenarmen Gesellschaften der Täschelkrauthalde (Thlaspietum rotundifolii) und dem Gänsekresse-Schneetälchen (Arabidetum caeruleae) besiedelt. Als häufigste Pflanzengesellschaft tritt auf dem Zugspitzplatt die Täschelkrauthalde auf allen Schutthalden unterhalb der Plattumrahumg sowie stellenweise bis in die untere alpine Zone auf. Charakteristisch sind Bedeckungsgrade von 10–15 %.
Physiologische Anpassungen der Pflanzen sind widerstandsfähige Wurzeln und Sprosse. Spaliersträucher wie die Kriechweiden nutzen die teilweise Bedeckung von Geröll als Schutz gegen starken Frost. Die Knospen und Triebe sind in den Lufträumen der Grobblöcke sowie die an den Boden gedrückte Wuchsform gegen die tiefsten, Schäden verursachende, Fröste besser geschützt.
Der lückige Untergrund ist für Wirbellose Tiere wie Insekten und Spinnen ein wichtiger Lebensraum der vielen Reliktarten als Rückzugsgebiet dient. Unter den Laufkäfern sind z. B. Arten der Gattungen Bembidion und Nebria vertreten. Einige der seltenen alpinen Tagfalter mit geographischer Restriktion wie Roter Apollo, Gletscherfalter, Gelbgefleckter Mohrenfalter oder Alpenmatten-Perlmuttfalter sind über Larvalhabitate mit den nur auf Kalkschutthalden und Geröllfluren vorkommenden Nahrungspflanzen angepasst. Daneben sind in den Alpen noch Engadiner Bär sowie Eis-Mohrenfalter für die Reliktcharakteristik des Standortes erwähnenswert.
Alpenbraunelle, Alpenschneehuhn und Steinschmätzer sind typische Vogelarten, welche man hier antreffen kann.

## Verbreitung
Kalksteine wie Kalzit und Dolomit sind anfällig für Frostverwitterung. In temperaten Gebirgen die hauptsächlich aus Dolomitgestein und Kalkgestein aufgebaut sind, ist die Frostwechselhäufung sowie periglaziale Verwitterung für die Anlage von Kalkschutthalden ursächlich. In den Bayerischen Alpen sind diese u. a. am Zugspitzplatt oder in den Berchtesgadener Alpen markant. In den Südalpen treten Schutthalden in den Dolomiten hervor. Unter Umständen transportieren Gebirgsbäche Kalkschutt in tiefere Tallagen. Hierdurch können auch in verwilderten Flussbetten typische Vertreter der Kalkschuttflora vorkommen. So steigt die Weiße Silberwurz im Isartal auf den begleitenden Kalkgeröllen bis Bad Tölz hinab.

## Gebiets- und Artenschutz
Kalkschutthalden haben vergleichsweise geringe Ausdehnungen. So ist ihre Alpine Hauptverbreitung auf bestimmte Höhenzonen über der Waldgrenze auf die Nördlichen- und Südlichen Kalkalpen beschränkt. Da sich aus Höhenverbreitung und Mikroklima spezielle Lebensbedingungen ergeben, in der die Konkurrenzkraft kalkliebender Grasarten zugunsten von Spaliersträuchern abnimmt, haben die Arten dieser Habitate auch andere Ansprüche als die in derselben Höhenzone verbreiteten Gesellschaftskomplexe über feinerdereichen Standorten. Vom Standortstyp sind Mächtigkeit und Andauer der Schneedecke im Wechselspiel mit Kleinrelief und Windwirkung ebenfalls wichtiger als das allgemeine Makroklima. So spiegelt sich die Abbildung der Isochionen im Vegetationsmosaik der Kalkschutthalden sehr deutlich wider. Dabei ist es auch unerheblich ob die temporale Verteilung der Schneedecke jedes Jahr starker Schwankung unterliegt und damit witterungsabhängig ist; räumlich ist die Schneedecke durch eine immer gleichbleibende jährliche Verteilung der Isochionen ausgezeichnet. Durch geringere Verdunstung und geringere Windwirkung sowie Kryoturbation und höhere Bodenfeuchte sind Kalkschutthalden von anderen Standorten stark unterschieden. Über den Untergrund mit unterschiedlicher Festigung bzw. Beweglichkeit bieten sie eine hohe kleinräumige Standortsvielfalt. Die wesentliche Gefährdung dieser Standorte geht vom Klimawandel aus, da die an das Habitat angepasste Arten stärker temperaturempfindlich sind, als es für andere Habitate gilt.